# تپادوی
تپادوی (به لاتین: Tąpadły) یک روستا در لهستان است که در Gmina Brojce واقع شده‌است.

## خصوصیات
تپادوی ۱۶۴ نفر جمعیت دارد.